# Tosno

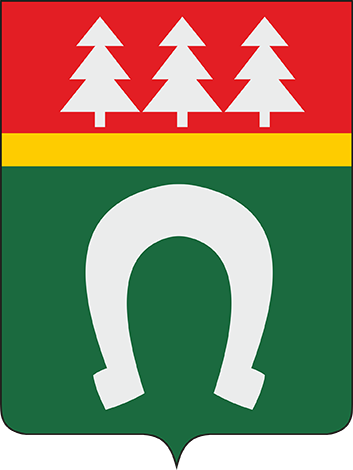
Stadens vapen.

Tosno (ryska То́сно) är en stad i Leningrad oblast i Ryssland. Staden ligger 53 km sydost om Sankt Petersburg. Folkmängden uppgick till 39 077 invånare i början av 2015, med totalt 45 307 invånare inklusive landsbygd under stadens administration.